# B-Sides & Rarities (Nick Cave and the Bad Seeds)
B-Sides & Rarities è una compilation pubblicata da Nick Cave and the Bad Seeds.
Triplice album contenente le b-sides e le rarità raccolte negli anni dal 1984 al 2005 ed è stato pubblicato il 28 marzo del 2005.

## Track listing
Volume I
1. Deanna
2. The Mercy Seat
3. City Of Refuge
4. The Moon Is In The Gutter
5. The Six Strings That Drew Blood
6. Rye Whiskey
7. Running Scared
8. Black Betty
9. Scum
10. The Girl At The Bottom Of My Glass
11. The Train Song
12. Cocks 'N' Asses
13. Blue Bird
14. Helpless
15. God's Hotel
16. (I'll Love You) Till the End Of The World
17. Cassiel's Song
18. Tower Of Song
19. What Can I Give You?

Volume II
1. What A Wonderful World
2. Rainy Night In Soho
3. Lucy
4. Jack The Ripper
5. Sail Away
6. There's No Night Out In The Jail
7. That's What Jazz Is To Me
8. The Willow Garden
9. The Ballad Of Robert Moore And Betty Coltrane
10. King Kong Kitchee Kitchee Ki-Mi-O
11. Knoxville Girl
12. Where The Wild Roses Grow (ft. Blixa Bargeld)
13. O'Malley's Bar (Part 1)
14. O'Malley's Bar (Part 2)
15. O'Malley's Bar (Part 3)
16. Time Jesum Transeuntum Et Non Riverentum
17. O'Malley's Bar (Reprise)
18. Red Right Hand (Scream 3 Version)

Volume III
1. Little Empty Boat
2. Right Now I'm A-Roaming
3. Come Into My Sleep
4. Black Hair
5. Babe, I Got You Bad
6. Sheep May Safely Graze
7. Opium Tea
8. Grief Came Riding
9. Bless His Ever Loving Heart
10. Good Good Day
11. Little Janie's Gone
12. I Feel So Good
13. Shoot Me Down
14. Swing Low
15. Little Ghost Song
16. Everything Must Converge
17. Nocturama
18. She's Leaving You
19. Under This Moon